# Flagge Obervoltas
Die Flagge Obervoltas, des heutigen westafrikanischen Staates Burkina Faso, war eine horizontale Trikolore in Schwarz, Weiß und Rot. Sie wurde am 9. Dezember 1959 angenommen und mit Erlangung der Unabhängigkeit von Frankreich am 5. August 1960 beibehalten. 
Mit der Umbenennung des Landes in Burkina Faso am 4. August 1984 wurde eine neue Flagge eingeführt.
Die Farben der Flagge Obervoltas sind von den drei Hauptflüssen des Landes Schwarzer Volta, Weißer Volta und Roter Volta abgeleitet. Die schwarz-weiß-rote Flagge des Deutschen Kaiserreiches hat das Verhältnis 3:5, während die Flagge Obervoltas das Verhältnis 2:3 hat.